# Ferrari F399
De Ferrari F399 was de wagen van Scuderia Ferrari die in 1999 gebruikt werd in de Formule 1. De F399 was bijna identiek aan zijn voorganger de F300, er waren vooral kleine aanpassingen gemaakt. Met de F399 hoopte Ferrari om voor het eerst in bijna 20 jaar nog eens de coureurstitel te winnen. Maar nadat eerste coureur Michael Schumacher tijdens de Grand Prix van Groot-Brittannië gecrasht was en hierdoor een gebroken been had werd hij vervangen door Mika Salo en leken de kansen voor Ferrari weg te zijn. Hierdoor focuste de renstal zich volledig op de wagen voor volgend seizoen. Eddie Irvine werd kopman voor de titel bij Ferrari voor de rest van het seizoen. Eddie Irvine zou uiteindelijk tweede eindigen in het kampioenschap met 4 overwinningen (dit zijn ook Eddie Irvine's enige Formule 1-overwinningen) en met slechts 2 punten achterstand op wereldkampioen Mika Häkkinen. Ferrari wist wel de constructeurstitel te winnen van McLaren. Dit was de eerste consctructeurstitel voor Ferrari sinds 1983.

## Formule 1-resultaten
| Resultaat                     |
| ----------------------------- |
| Winnaar                       |
| Tweede plaats                 |
| Derde plaats                  |
| Gefinisht (punten)            |
| Gefinisht (geen punten)       |
| Niet geklasseerd (NC)         |
| Uitgevallen (DNF)             |
| Niet gekwalificeerd (DNQ)     |
| Gediskwalificeerd (DSQ)       |
| Niet gestart (DNS)            |
| Gewond (INJ)                  |
| Uitgesloten (EX)              |
| Teruggetrokken (WD)           |
| Niet deelgenomen (blanco cel) |
| vetgedrukt (pole position)    |
| cursief (snelste ronde)       |

| Jaar | Chassis      | Motor       | Banden | Coureurs           | 1   | 2   | 3   | 4   | 5   | 6   | 7   | 8   | 9   | 10  | 11  | 12  | 13  | 14  | 15  | 16  | Punten | WK-plaats |
| ---- | ------------ | ----------- | ------ | ------------------ | --- | --- | --- | --- | --- | --- | --- | --- | --- | --- | --- | --- | --- | --- | --- | --- | ------ | --------- |
| 1999 | Ferrari F399 | Ferrari V10 | B      |                    | AUS | BRA | SMR | MON | SPA | CAN | FRA | GBR | OOS | DUI | HON | BEL | ITA | EUR | MAL | JPN | 128    | Goud      |
| 1999 | Ferrari F399 | Ferrari V10 | B      | Michael Schumacher | 8   | 2   | 1   | 1   | 3   | DNF | 5   | DNF |     |     |     |     |     |     | 2   | 2   | 128    | Goud      |
| 1999 | Ferrari F399 | Ferrari V10 | B      | Mika Salo          |     |     |     |     |     |     |     |     | 9   | 2   | 12  | 7   | 3   | DNF |     |     | 128    | Goud      |
| 1999 | Ferrari F399 | Ferrari V10 | B      | Eddie Irvine       | 1   | 5   | DNF | 2   | 4   | 3   | 6   | 2   | 1   | 1   | 3   | 4   | 6   | 7   | 1   | 3   | 128    | Goud      |
| Jaar | Chassis      | Motor       | Banden | Coureurs           | 1   | 2   | 3   | 4   | 5   | 6   | 7   | 8   | 9   | 10  | 11  | 12  | 13  | 14  | 15  | 16  | Punten | WK-plaats |

### Eindstand coureurskampioenschap

#### 1999
- Eddie Irvine: 2e (74 pnt)
- Michael Schumacher: 5e (44 pnt)
- Mika Salo: 10e (10 pnt)